# Milhão (Bragance)
Milhão est une freguesia portugaise du concelho de Bragance, qui a une superficie de 29,55 km2 pour une population de 161 habitants en 2011. Densité: 5,4 hab/km2.
Jusque 1853, elle fit partie de l'ancien concelho de Outeiro, éteint par les décrets du 22 juin et 31 décembre 1853 puis passé au concelho de Bragance.
Elle disparut en 2013, dans l'action d'une réforme administrative nationale, ayant fusionné avec la freguesia de Milhão, pour former une nouvelle freguesia nommée União das Freguesias de Rio Frio e Milhão.